# Compsura heterura
Compsura heterura es una especie de peces de la familia Characidae en el orden de los Characiformes.

## Morfología
Los machos pueden llegar alcanzar los 3,7 cm de longitud total.

## Hábitat
Vive en zonas de clima tropical.

## Distribución geográfica
Se encuentran en Sudamérica:  cuencas de los ríos  São Francisco y Parnaíba, y ríos de Ceará, Río Grande do Norte, Paraíba y Pernambuco (Brasil ).